# Abdulaziz Haikal
Abdulaziz Husain Haikal Mubarak Al-Balooshi (sinh ngày 10 tháng 9 năm 1990) là một cầu thủ bóng đá người Các Tiểu vương quốc Ả Rập Thống nhất. Anh đá ở vị trí hậu vệ cho Shabab Al-Ahli và Đội tuyển bóng đá quốc gia Các Tiểu vương quốc Ả Rập Thống nhất. Anh từng thi đấu tại Thế vận hội Mùa hè 2012.

## Danh hiệu
UAE
- Hạng ba Cúp bóng đá châu Á: 2015